# Wilhelm-Oberhaus-Schule
Die Wilhelm-Oberhaus-Schule ist eine katholische Grundschule der Stadt Herford und damit die einzige Konfessionsschule der Stadt. Sie geht auf die 1712 gegründete katholische Elementarschule zurück und hat daher eine 300-jährige Tradition.

## Lage
Die Wilhelm-Oberhaus-Schule liegt in der Herforder Innenstadt an der Grenze zwischen der Neustadt und der Altstadt am Schulwall. Direkt hinter Schule liegen die Grünanlagen des Wilhelmsplatzes mit dem Wittekinddenkmal.

## Geschichte

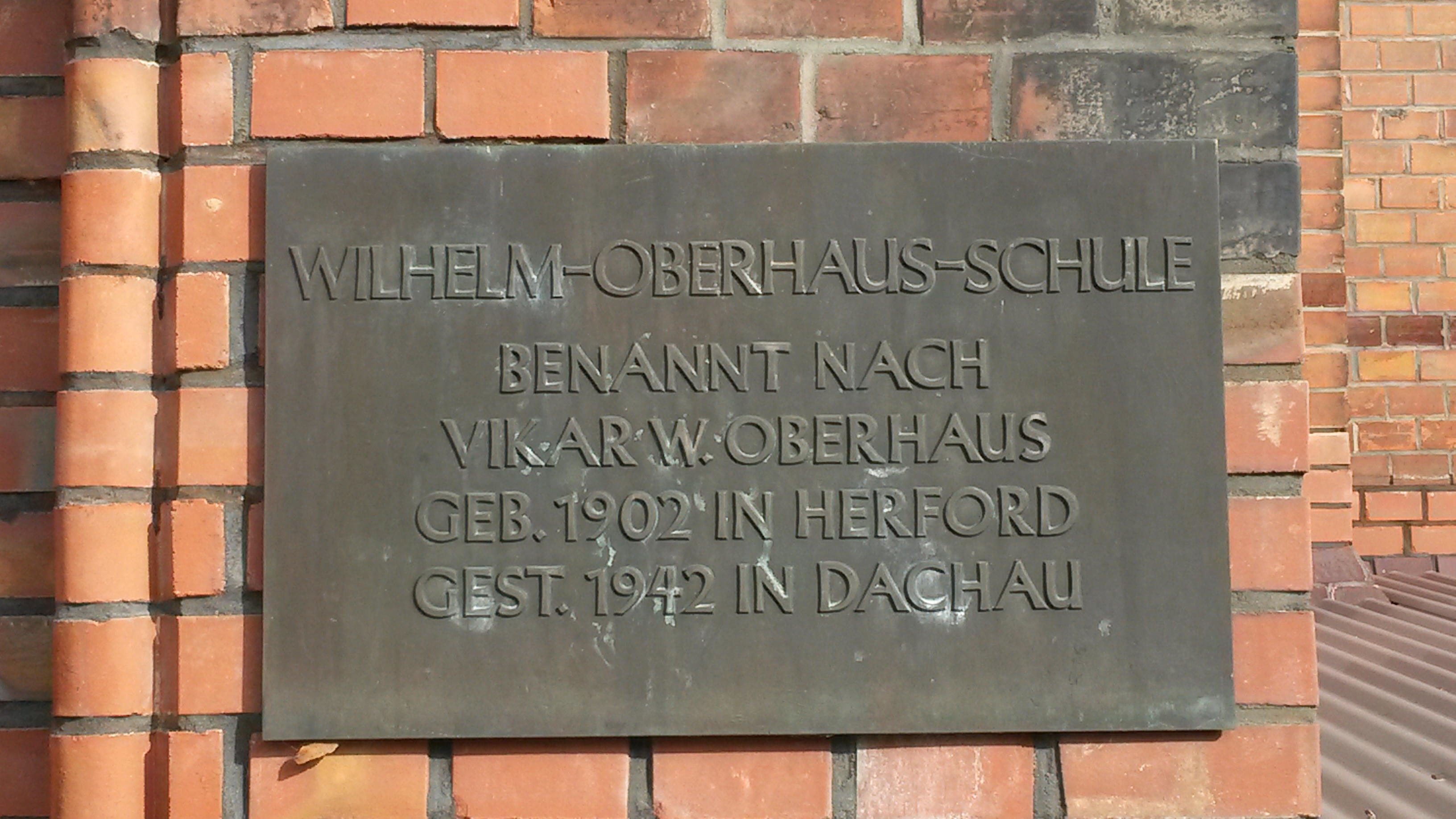
Gedenktafel an Wilhelm Oberhaus am Eingang

Im Jahr 1712 gründete die kleine Herforder katholische Gemeinde unter Einsatz des Franziskanerpaters Franz Brüning eine eigene Elementarschule. In den ersten 200 Jahren erstreckte sich das Einzugsgebiet über den Kreis Herford hinaus. Der Unterricht stand unter der Aufsicht von Priestern. Die Schule war zunächst nur eine Einraumschule mit einer Klasse. Nachdem 1832 ein zweiter Lehrer eingestellt worden war, gab es eine Unter- und eine Oberklasse.
1906 wurde an der Komturstraße im Pfarrgarten der Kirche St. Johannes Baptist ein Neubau mit sechs Klassenräumen errichtet. Um 1950 hatte die Schule, die inzwischen Volksschule hieß, mit 750 Schülern in 17 Klassen die größte Schülerzahl ihrer Geschichte, wobei etwa 40 Prozent der Schüler Flüchtlinge waren. Ein Teil der Klassen zog 1961 in die neue Schule im Meierfeld um. Dabei wurden auch die neu hinzugekommenen italienischen Gastarbeiterkinder integriert.
1968 wurden im Rahmen der Nordrhein-Westfälischen Schulreform die Volksschulen von den Grund- und Hauptschulen abgelöst. Damit ging die Tradition der katholischen Elementar- bzw. Volksschule zu Ende. Eine von der Schulpflegschaft geforderte katholische Hauptschule ließ sich in Herford wegen der nicht ausreichenden Schülerzahl nicht durchsetzen. So wurde im Gebäude der alten Bürgerschule Wilhelmsplatz die katholische Grundschule angesiedelt. Das in den Jahren 1887/1888 erstellte Gebäude steht unter Denkmalschutz.
Das Gebäude an der Komturstraße stand von 1968 bis zu seinem Abbruch im Jahr 1984 leer.

## Name der Schule
Im September 1987 wurde die Schule nach dem am 31. Januar 1901 in Herford geborenen katholischen Priester Wilhelm Oberhaus benannt, der am 20. September 1942 im Konzentrationslager Dachau starb. Die Urne mit seiner Asche wurde in Herford beigesetzt.

## Heutige Situation
Im Schuljahr 2011/2012 besuchten über 200 Kinder, zusammengefasst in 10 Klassen die 2 ½-zügige Schule. Die Schülerinnen und Schüler kommen aus dem gesamten Herforder Stadtbereich, schwerpunktmäßig aus den Innenstadt-Vierteln. Sie werden christlich im Sinne der katholischen Lehre unterrichtet und erzogen. Gut die Hälfte der Schüler kommt aus katholischen Familien.
Die Wilhelm-Oberhaus-Schule ist eine von drei Herforder Schulen mit Offenem Ganztag. In jedem Jahrgang gibt es eine Ganztagsklasse mit Unterricht von 8 Uhr bis 15 Uhr. Anschließend gibt es bis 16:30 Uhr weitere Angebote. Neben den reinen Ganztagsklassen gibt es gemischte Klassen mit Halbtags- und Ganztagskindern.
Der Unterricht wird von 12 Lehrerinnen und einer Lehramtsanwärterin erteilt. Im Offenen Ganztag betreuen zusätzlich 6 pädagogische Mitarbeiterinnen sowie verschiedene Zusatzkräfte die Kinder. Lehrerinnen und Erzieherinnen arbeiten in den Ganztagsklassen als Klassenteams.